# Onoclea quercifolia
Onoclea quercifolia là một loài dương xỉ trong họ Onocleaceae. Loài này được Willd. mô tả khoa học đầu tiên năm 1802.
Danh pháp khoa học của loài này chưa được làm sáng tỏ. 